# ザ・モーニング・アフター・ガールズ (バンド)
ザ・モーニング・アフター・ガールズ (The Morning After Girls)は、オーストラリアのサイケデリック・ロックバンド。メルボルンで2003年にサーシャ・ルーカシェンコ (ギター、ボーカル)と、マーティン・ビー・スリーマン (ギター、ボーカル) によって結成され、2008年よりニューヨークに拠点を移した。現在のメンバーは、アレキサンダー・ホワイト (キーボード、パーカッション、バックボーカル)、イージェイ・ハーゲン (ベース) とアンソニー・ジョンソン (ドラム)。

## 来歴
ザ・モーニング・アフター・ガールズは二枚のセルフタイトルEPを2003年と2005年にオーストラリアでリリース。同年、この二枚のEPを合わせた "the morning after girls : Prelude EPs 1&2" でアメリカデビュー。このアルバムは "Shadows Evolve" として、オーストラリア、アメリカでもリリースされた。ライドのマークガードナーが "Fall Before Walking" にゲストボーカルとして参加している。オーストラリアとロンドンでレコーディングしたマキシシングル "The General Public" とフルアルバム "alone." のミックスはプロデューサーAlan Moulderが担当。両CD共に2009年iTunes限定リリース。
2009年に発売された、Xbox 360、プレイステーション3、Wii用のスケートボードゲーム "Tony Hawk Ride" の挿入歌として、"Death Processions" が起用、"alone" がアメリカのCWテレビジョンネットワーク放送の人気ドラマ "90210" と "To Be Your Loss" が "The Vampire Diaries" で起用された。

## ライブ
The Black Keys、The Dandy Warhols、The Brian Jonestown Massacre、The Warlocksとツアーを同行。
Reading Festival、Leeds Festival、T in the Park等の様々なロックフェスティバルにも出演。2009年夏にはThe Warlocks全米ツアー決行。

## ディスコグラフィー
スタジオ・アルバム
- 2005年
ザ・モーニング・アフター・ガールズ:プレルード イーピーズ 1&2 (The Morning After Girls:Prelude EPs 1&2)
- 2005年
シャドウズ エボルブ (Shadows Evolve)
- 2005年
アローン (alone.)

EPs
- 2003年
ザ・モーニング・アフター・ガールズ イーピー1 (The Morning After Girls EP 1)
- 2005年
ザ・モーニング・アフター・ガールズ イーピー2(The Morning After Girls EP 2)
- 2009年
ザ ジェネラル パブリック(The General public)

シングル
- 2005年
ハイ スカイズ (Hi-Skies)
- 2006年
ラン フォー アワー ライブズ (Run For Our Lives)
- 2006年
シャドウズ エボルブ (Shadows Evolve)
- 2008年
ストレイト スルー ユー (Straight Thru you)
- 2009年
ザ ジェネラル パブリック(The General public)